# Emise akcií
Emise akcií je jednou z možností podniku, jak získat finanční prostředky pro svou činnost. Subjekty, které nakupují emitované akcie, se stávají akcionáři firmy, a tudíž i jejími spoluvlastníky. Společnost může získat kapitál emisí nových akcií nebo vydáním dodatečného množství akcií, pokud jsou již akcie firmy na burze obchodovány. V druhém případě platí, že nově emitované akcie musí být nabídnuty přednostně stávajícím akcionářům. 
Emise akcií je upravena v občanském zákoníku. Dříve emise upravoval obchodní zákoník a zákon o cenných papírech. Ty byly s příchodem NOZ zrušeny.

## Rozdělení emisí

### Vlastní a cizí emise
Emise akcií se dělí na vlastní emise a cizí emise, a to podle toho, jaké subjekty jsou do procesu emise zapojeny.
- Při vlastní emisi si emitent celý proces zabezpečuje sám. V tomto případě se jedná především o velké podniky, které mají dostatek prostředků k zajištění emise.
- Cizí emise probíhá přes zprostředkovatele – finanční instituci (především investiční banku).

### Soukromé a veřejné emise
Dále se dají rozlišovat soukromé emise a emise veřejné.
- Soukromou emisi využívají hlavně malé nebo začínající firmy, jelikož je méně nákladná. Daná společnost kontaktuje několik investorů a nabídne jim svou emisi. Logikou neveřejné emise je, že emitent oslovuje potenciální investory, kteří k němu mají blízko a mohou tedy odhadnout riziko své investice do jeho cenných papírů i bez toho, aby k emisi existoval prospekt schválený Českou národní bankou.
- Při veřejné emisi jsou akcie nabídnuty široké veřejnosti – jsou obchodovány na burzách. Emitent je zde povinen vyhotovit prospekt. Náležitosti prospektu jsou stanoveny vyhláškou. Po jeho vytvoření musí být schválen Českou národní bankou. Na prospekt emitent uvádí podrobné informace o emisi a emitující společnosti. Pokud cenné papíry nejsou nabízeny na veřejném trhu, vytvoří emitent pouze stručnější tzv. užší prospekt (v případě akcií), nebo emisní podmínky (v případě dluhopisů). Veřejná emise bývá dražší než soukromá a její příprava trvá kvůli schvalování prospektu déle, a proto ji využívají hlavně velké firmy.

### Ručitelské, komisionářské a prodejní emise
Emisi dále dělíme dle způsobů, jakým zprostředkovatel emisi zabezpečuje – tedy čím jménem jsou akcie emitovány a kdo nese riziko za provedení emise.

#### Ručitelská emise
Emitující firma prodá emisi bance (zprostředkovateli emise). Dále je již problémem banky, zda se jí povede emisi prodat investorům. Provádí ji tedy vlastním jménem, na vlastní účet a riziko. Ziskem banky je tzv. spread (rozdíl mezi nákupní a prodejní cenou). Pro banku je tento druh emise nejvíce rizikový. Proto jsou obvykle akcie podhodnocené, aby je banka mohla investorům snáze prodat. Následně cena těchto akcií na trhu rychle vzrůstá – jedná se o tzv. efekt emise nových akcií.
Rozlišujeme typy ručitelských závazků:

##### Pevný závazek
Zde emisní zprostředkovatel odkoupí celou emisi za předem dohodnutou cenu a snaží se ji umístit na trh. Výnosem zprostředkovatele je rozdíl mezi nákupní a prodejní cenou emise. Emitent dostává od zprostředkovatele smluvenou částku, a to bez ohledu na to, jak úspěšně bude emise na trh umístěna.

##### Náhradní ručení
Emisní zprostředkovatel odkoupí jen část emise, kterou se nepodařilo na trh umístit.

##### Komisionářská emise
Banka v tomto případě emisi nekupuje. Snaží se emisi pouze prodat. Vystupuje vlastním jménem, na cizí účet a riziko (tedy na účet a riziko emitenta). Jejím výnosem je provize vypočtená jako určité procento z objemu emise. Tento druh emise se využívá především v případě, kdy je umístění emise na trh nejisté.

##### Prodejní emise
Banka zde vystupuje cizím jménem, na cizí účet a riziko. Odměnou banky je provize. Emitent nese riziko neumístění emise.

## Zákonitosti kolem emisí
Obecně platí, že:
- Čím větší je objem emise, tím nižší jsou marginální náklady na emisi.
- Emise akcií bývá dražší než emise dluhopisů